# Paris–Roubaix 1946

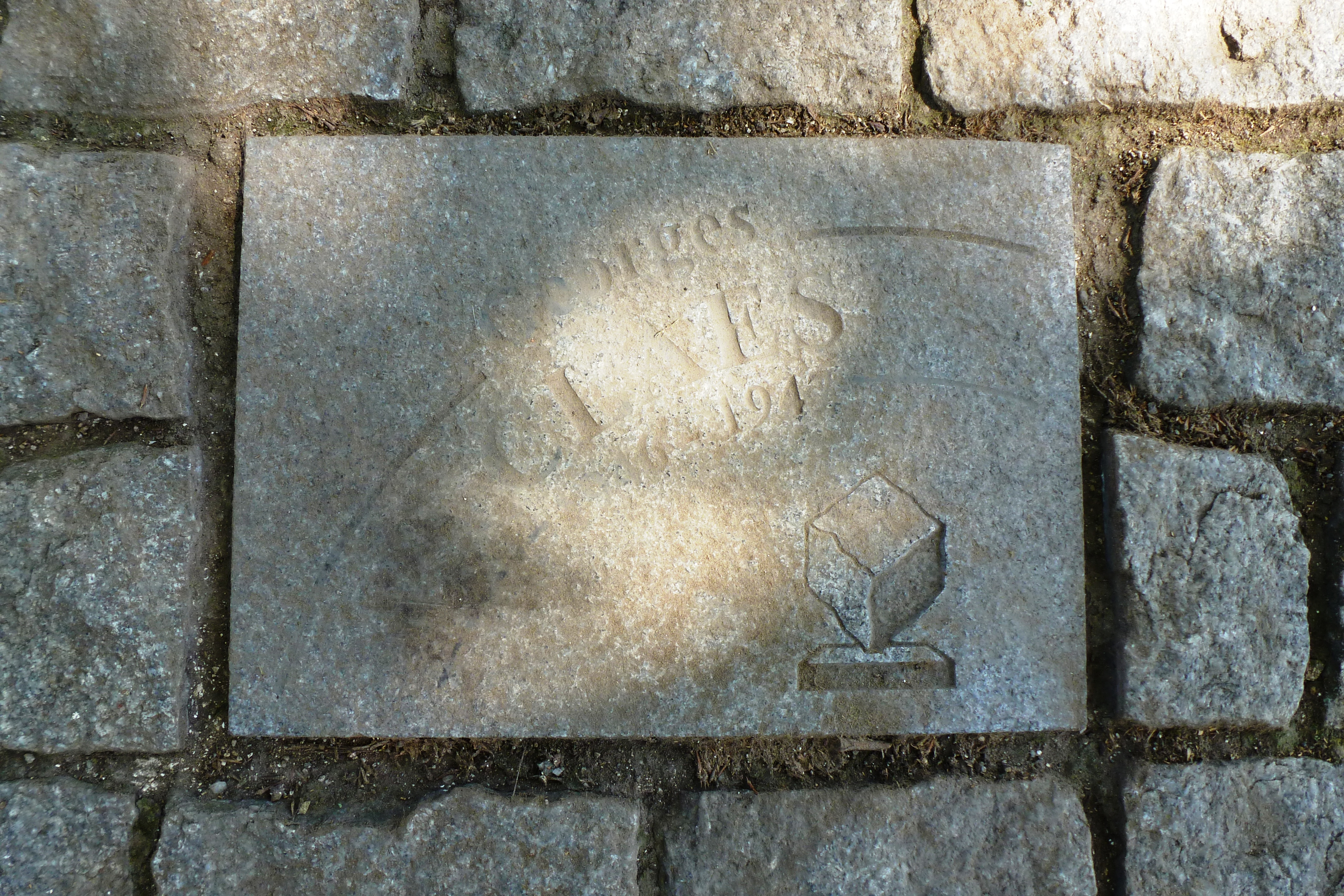
Pflasterstein für Georges Claes zur Erinnerung an seine beiden Siege (1946, 1947) bei Paris-Roubaix

Das Eintagesrennen Paris–Roubaix 1946 war die 44. Austragung des Radsportklassikers und fand am Sonntag, den 21. April 1946, statt.
Das Rennen führte von Saint-Denis, nördlich von Paris, nach Roubaix, wo es im Vélodrome André-Pétrieux endete. Die Strecke war 246 Kilometer lang. Die Zahl der Starter und derjenigen, die im Ziel ankamen, ist nicht bekannt. Der Sieger Georges Claes absolvierte das Rennen mit einer Durchschnittsgeschwindigkeit von 34,054  km/h.
Während des Rennens herrschte ein starker Gegenwind, so dass es für die Fahrer schwierig war, erfolgreiche Angriffe zu fahren. Rund 20 Kilometer vor dem Ziel riss Georges Claus gemeinsam mit Louis Gauthier aus, später gesellte sich Lucien Vlaemynck hinzu. Das Trio fuhr gleichzeitig in die Radrennbahn ein, wo Claes siegte.